# Gustav Zumsteg
Gustav Zumsteg (* 11. Oktober 1915 in Zürich; † 17. Juni 2005 ebenda) war ein Schweizer Kunstsammler, Seidenhändler und Inhaber des Zürcher Restaurants «Kronenhalle». Nach ihm und seiner Mutter ist die Hulda und Gustav Zumsteg-Stiftung benannt, welche die heutige Betreiberin der Kronenhalle ist.

## Leben
Gustav Zumsteg war der Sohn von Hulda Zumsteg-Durst, Miteigentümerin der «Kronenhalle». Er hatte eine ältere Schwester, Hedi. Sein Vater starb, als Gustav acht Wochen alt war. Später wurde er von Gottlieb Zumsteg, dem zweiten Ehemann seiner Mutter adoptiert und führte seither dessen Familiennamen. 1931 trat er als Lehrling in das Seidenhandelshaus Ludwig Abraham & Co ein und avancierte zum Chefdesigner. Von 1936 bis 1943 lebte Zumsteg in Paris, wo er zahlreiche Künstler und Couturiers persönlich kennenlernte. Ab 1941 leitete er die Pariser Tochterfirma von Abraham und wurde 1943 Partner der Firma. 1957 traf er erstmals Yves Saint Laurent, dessen Kollektionen fortan von Zumstegs Entwürfen und von Abraham-Stoffen geprägt waren.
1957 übernahm Zumsteg ausserdem die Geschäftsführung der «Kronenhalle». Bis zu seinem Tod im Jahr 2005 war der Kunstsammler darum besorgt, dass die Gäste – umgeben von der Kunst weltbekannter Maler – in seinem Zürcher Restaurant speisen konnten. Zumsteg wurde 1968 nach dem Rücktritt von Ludwig Abraham alleiniger Geschäftsinhaber der 1878 gegründeten Seidenfirma. Er richtete das Unternehmen auf Textilien für die Haute Couture aus und arbeitete mit den bekannten Pariser Modehäusern zusammen, wie Cristóbal Balenciaga, Christian Dior, Hubert de Givenchy, Coco Chanel, vor allem aber mit Yves Saint Laurent.
Er starb im Alter von 89 Jahren in Zürich.